# Bobby Crespino
Robert C. "Bobby" Crespino (11 de enero de 1938 - 29 de julio de 2013) fue un jugador de fútbol americano, quien se desempeñó como ala cerrada en la Liga Nacional de Fútbol Americano de los Cleveland Browns y New York Giants.

## Biografía
Nacido en Duncan, Mississippi, jugó fútbol americano colegial en la Universidad de Misisipi y fue seleccionado en la primera ronda (décimo en total) del NFL Draft 1961. Crespino también fue seleccionado en la sexta ronda del 1961 AFL Draft por los Oakland Raiders. Fue el padre de historiador político, Joseph Crespino.

## Muerte
Crespino murió el 29 de julio de 2013, en Atlanta, Georgia después de una larga enfermedad no revelada.